# پواسکا
پواسکا (به لهستانی:  Płaska) یک روستا در لهستان است که در گمینا پواسکا واقع شده‌است. پواسکا ۳۷۰ نفر جمعیت دارد.